# Bund der Grünen Russlands
Der Bund der Grünen Russlands (Grünes Russland) (russisch Союз зелёных России (Зелёная Россия) Sojus seljonych Rossii (Seljonaja Rossija)) war eine politische Partei in Russland, die von 2004 bis 2006 existierte. Sie trat für den Schutz der Umwelt und Natur sowie für eine demokratische Zivilgesellschaft ein.

## Geschichte
Im März 2004 unterschrieben über 100 Vertreter grüner Bewegungen ein Memorandum zur Schaffung einer grünen Partei in Russland. Im September 2004 wurde das Organisationskomitee zur Gründung dieser Partei beim Justizministerium der Russischen Föderation registriert. Im Juni 2005 fand der Gründungskongress mit über 200 Teilnehmern in Koroljow bei Moskau statt. Es wurden ein Vorstand und verschiedene Fachgruppen gebildet. Zum Vorsitzenden wurde der Umweltaktivist Alexei Jablokow gewählt.
Im November 2005 schlug der Vorstand die Einstellung des Gründungsprozesses vor, da die erforderliche Anzahl von 50.000 Unterstützern für die Gründung in der gesetzlichen Frist nicht erreicht werden konnte. Im April 2006 beschloss ein Parteitag die Eingliederung in die Partei Jabloko als Fraktion „Grünes Russland“.
Der Bund der Grünen Russlands trat für den Schutz der Umwelt, die Wertschätzung der natürlichen Ressourcen, für soziale Gerechtigkeit, politische Mitbestimmung und eine demokratische Zivilgesellschaft ein.